# 완충 용액
완충 용액(buffer solution)이란 일반적으로 산이나 염기를 가해도 공통 이온 효과에 의해 그 용액의 수소 이온 농도(pH)가 크게 변하지 않는 용액을 말한다.
완충 용액은 수소 이온 농도를 일정하게 유지해야 하는 다양한 분야에서 널리 사용되고 있으며, 생물체 내에서도 항상성(homeostasis)을 유지하는 데 매우 중요한 역할을 한다. 대표적인 예로 혈액의 완충작용을 들 수 있다.

## 원리
완충 용액은 산(또는 염기)을 첨가하여도 르샤틀리에 원리에 따라 늘어난 산(또는 염기)의 농도를 줄여서 변화가 적도록 해야 한다. 이러한 완충 용액의 원리는 약산인 아세트산과 그의 짝염기인 아세트산 이온과 평형을 이룬 용액으로 설명할 수 있다. 완충작용의 원리를 이해하기 위해서 아세트산과 아세트산 음이온의 평형을 생각해보자.
{\displaystyle {\ce {CH3COOH(aq) <=> CH3COO- (aq) + H+ (aq)}}}
이 식에서 {\displaystyle {\ce {<=>}}}기호는 아세트산(CH3COOH)과 아세트산 음이온(COO-)이 평형을 유지하고 있다는 것을 의미한다.
르 샤틀리에의 원리에 의해 일정한 온도와 압력에서 평형상태에 있는 계에 반응물 혹은 생성물을 더하거나 빼면 반응이 왼쪽 오른쪽으로 이동한다. 만일 아세트산 음이온(CH3COO-)과 아세트산 (CH3COOH)이 많이 포함되어 있고 평형상태에 있는 용액에 산(H+)을 더하면 위 반응은 왼쪽으로 진행되면서 더해진 산이 많이 사라진다. 또 염기(OH-)를 더하면 {\displaystyle {\ce {H+ + OH- -> H2O}}} 반응이 일어나 H+가 사라지므로 위 반응은 오른쪽으로 진행되면서 없어진 H+를 보충해 준다.
즉, 이런 화학적 구성을 지닌 용액에는 산과 염기를 더해도 그것을 없애는 방향으로 반응이 진행되면서, 새로운 평형상태에 이르게 된다. 이것이 완충작용의 핵심이며, 반응의 평형상수가 작다는 것도 효과적인 완충작용의 이유가 된다.

## 공통 이온 효과

### 공통이온 효과 정의
이온화 평형 상태에 있는 수용액 속에 들어 있는 이온과 동일한 이온, 즉 공통 이온을 수용액에 넣어 줄 때 그 이온의 농도가 감소하는 방향으로 평형이 이동하는 현상을 말한다.

### 원리

#### 산(H+)을 넣을 때
용액 속에 H+ 이 감소한다.
1. 평형이 역반응 쪽으로 이동하여 가한 H+의 대부분이 CH3COO-과 반응하여 CH3COOH이 된다.
2. 용액의 pH는 거의 변하지 않는다.

#### 염기(OH-)를 넣을 때
용액 속에 H+이 증가한다.
1. 용액 속에 OH-이 증가
2. 가한 OH-의 대부분이 CH3COOH과 중화 반응을 하여 소모됨
3. 용액의 pH는 거의 변하지 않음

아세트산(CH3COOH)과 아세트산나트륨(CH3COONa)은 수용액에서 이온화하여 모두 아세트산 이온(CH3COO-)을 형성한다.
{\displaystyle {\ce {CH3COOH(aq) <=> CH3COO- (aq) + H+ (aq)}}}
{\displaystyle {\ce {CH3COONa(aq) <=> CH3COO- (aq) + Na+ (aq)}}}
그렇게 된 상태에서 두 수용액을 섞게 되면 혼합 수용액 속의 아세트산 이온(CH3COO-)의 농도가 높아져 르 샤틀리에의 원리에 의해 역반응이 일어나 화학 평형에 도달하게 되는데, 이것을 공통 이온 효과라고 한다. 이때 혼합 수용액의 공통 이온은 아세트산 이온(CH3COO-)이다.

### 완충 작용과의 관계
위의 혼합 용액에 산(H+)을 첨가하게 되면 용액 속의 아세트산 이온(CH3COO-) 이 반응하여 아세트산(CH3COOH)이 생성되는 역반응(아래의 식에 따르면 정반응)이 일어난다. 그 결과 증가한 H+의 양이 감소되므로 수소 이온 농도(pH)는 거의 일정하게 유지된다.
{\displaystyle {\ce {CH3COO- (aq) + H+ (aq) <=> CH3COOH(aq)}}}
반대로 염기(OH-)를 첨가하게 되면 용액 속의 H+가 OH-와 반응하여 물(H2O)이 생성된다(중화 반응). 결과적으로 용액 속의 H+는 감소하게 되므로 르 샤틀리에의 원리에 의해 아세트산(CH3COOH)이 이온화하여 H+를 생성하게 되어 평형에 도달한다(정반응). 그러므로 용액 내에서 증가한 OH-의 양이 감소되므로 용액의 수소 이온 농도(pH)는 거의 일정하게 유지된다.
{\displaystyle {\ce {H+ (aq) + OH- (aq) <=> H2O(l)}}}

## 헨더슨-하셀바흐 방정식

### 완충용액의 pH
헨더슨-하셀바흐 방정식(Henderson–Hasselbalch Equation)을 이용하면 완충용액의 pH를 쉽게 구할 수 있다.
- 완충용액이 약산일 때: {\displaystyle pH=pKa+log\left({\frac {[A^{-}]}{[HA]}}\right)}

- 완충용액이 약염기일 때: {\displaystyle pOH=pKb+log\left({\frac {[B^{+}]}{[BOH]}}\right)}

### 특정 pH 값의 용액 만들기
또한 헨더슨-하셀바흐 방정식을 이용하여 특정 pH 값을 가진 용액을 만들 수 있다.
{\displaystyle pH=pKa+log\left({\frac {[A^{-}]}{[HA]}}\right)}
위의 식에서 원하는 특정 pH의 값과 용액의 pKa 값을 알고 있다면 필요한 약산과 그 짝염기의 농도를 알 수 있다. 예를 들어 pH 7.40인 인산 완충 용액을 만들기 위해서는 pKa 값이 7.40과 가장 비슷한 산 {\displaystyle {\ce {H_2PO4^-}}} 의 pKa 값을 찾고 헨더슨-하셀바흐 방정식을 이용하여 산 {\displaystyle {\ce {H_2PO4^-}}} 와 그 짝염기인 {\displaystyle {\ce {HPO_4^2-}}} 의 농도를 구하면 특정 pH 값의 용액을 만들 수 있다.
완충 범위는 {\displaystyle |pH-pKa|\leq 1}이다.

## 완충용량

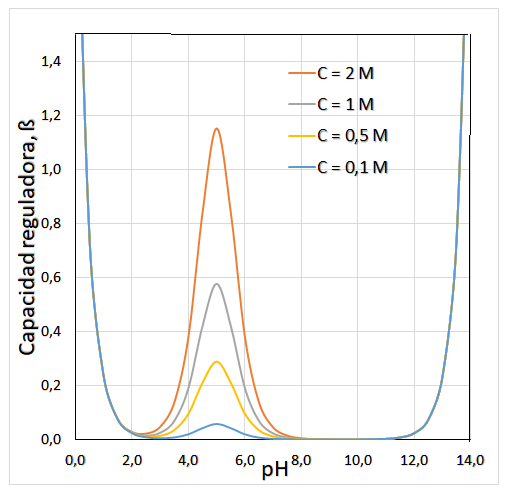
pK_{a} = 5.0인 약산 용액에서 pH에 따른 완충용량 β의 변화를 나타낸 그래프. pH가 매우 낮거나 높으면 H+, OH- 자체에 의한 완충 작용이 두드러진다. 그 사이의 영역에서는 pH = pK_{a}일 때 β가 극대가 되며, 극댓값은 약산 및 짝염기의 총량에 비례한다.

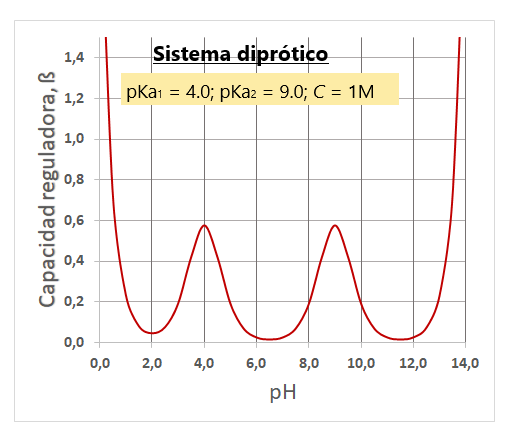
2가 산 1M로 이루어진 완충용액에서 pH에 따른 완충용량 β의 변화를 나타낸 그래프. 용액의 pH가 두 수소 이온 해리 반응의 pK_{a} 값인 4.0 또는 9.0과 같을 때 β가 극댓값을 가진다.

완충용액이 완충작용을 효과적으로 수행하는 정도를 정량적으로 나타내는 척도 가운데 하나는 완충용량(영어: buffering power, buffer capacity)으로, 용액의 pH를 1 증가시키기 위해 첨가해야 하는 강염기 {\displaystyle {\ce {BOH}}}의 농도 혹은 용액의 pH를 1 감소시키기 위해 첨가해야 하는 강산 {\displaystyle {\ce {HA}}}의 농도로 정의된다. 즉 완충용량 {\displaystyle \beta }를 다음처럼 구할 수 있다.
{\displaystyle \beta ={\frac {{\mathit {\Delta }}[{\textrm {BOH}}]}{{\mathit {\Delta }}{\textrm {pH}}}}=-{\frac {{\mathit {\Delta }}[{\textrm {HA}}]}{{\mathit {\Delta }}{\textrm {pH}}}}}
예컨대 약산 {\displaystyle {\ce {HA}}}와 짝염기 {\displaystyle {\ce {A-}}}로 이루어진 완충용액에 강산 {\displaystyle {\ce {BOH}}}를 첨가하여 적정하는 경우, 전하량 보존 법칙에 의해 다음이 성립해야 한다.
{\displaystyle {\rm {[H^{+}]+[B^{+}]=[OH^{-}]+[A^{-}]}}}
물의 이온화 상수를 {\displaystyle K_{w}}라 하고 {\displaystyle {\rm {[B^{+}]}}}에 대하여 풀면
{\displaystyle [{\ce {B+}}]={\frac {K_{w}}{[{\ce {H+}}]}}-[{\ce {H+}}]+[{\ce {A-}}]}
이고, 양변을 {\displaystyle {\rm {[H^{+}]}}}에 대해 미분하면
{\displaystyle {\frac {{\textrm {d}}[{\ce {B+}}]}{{\textrm {d}}[{\ce {H+}}]}}=-{\frac {K_{w}}{[{\ce {H+}}]^{2}}}-1+{\frac {{\textrm {d}}[{\ce {A-}}]}{{\textrm {d}}[{\ce {H+}}]}}}
이다. 마지막 항을 구하기 위해, 완충용액이 폐쇄계이어서 약산과 짝염기의 총량
{\displaystyle {\rm {[HA]+[A^{-}]=[A]_{T}}}}
이 일정하다고 가정하자. {\displaystyle {\ce {HA}}}의 산 해리 상수를 {\displaystyle K_{a}={\rm {[H^{+}][A^{-}]/[HA]}}}라 하면 다음처럼 {\displaystyle {\rm {[A^{-}]}}}를 {\displaystyle {\rm {[H^{+}]}}}의 함수로 나타낼 수 있다.
{\displaystyle [{\ce {A-}}]=[{\ce {A}}]_{\textrm {T}}{\frac {K_{a}}{K_{a}+[{\ce {H+}}]}}}
미분하여 대입하면
{\displaystyle {\frac {{\textrm {d}}[{\ce {A-}}]}{{\textrm {d}}[{\ce {H+}}]}}=-[{\ce {A}}]_{\textrm {T}}{\frac {K_{a}}{(K_{a}+[{\ce {H+}}])^{2}}}}
{\displaystyle {\frac {{\textrm {d}}[{\ce {B+}}]}{{\textrm {d}}[{\ce {H+}}]}}=-\left({\frac {K_{w}}{[{\ce {H+}}]^{2}}}+1+[{\ce {A}}]_{\textrm {T}}{\frac {K_{a}}{(K_{a}+[{\ce {H+}}])^{2}}}\right)}
이다. 그런데 {\displaystyle {\ce {BOH}}}는 강염기라고 하였으므로, {\displaystyle {\rm {[B^{+}]}}}는 첨가한 강염기의 양과 꼭 같은 만큼 변화할 것임이 틀림없다. 그러므로 {\displaystyle {\rm {[H^{+}]}}}에 대한 변화율을 pH에 대한 변화율로 바꾸어 나타내기만 하면 그것이 바로 완충용량의 식이 될 것이다. {\displaystyle {\rm {d[H^{+}]/d(pH)=-\ln 10\cdot [H^{+}]}}}이므로, 연쇄 법칙을 적용하면 다음을 얻는다.
{\displaystyle \beta =\ln 10\cdot \left({\frac {K_{w}}{[{\ce {H+}}]}}+[{\ce {H+}}]+[{\ce {A}}]_{\textrm {T}}{\frac {K_{a}\cdot [{\ce {H+}}]}{(K_{a}+[{\ce {H+}}])^{2}}}\right)}
괄호 안의 첫 두 항은 {\displaystyle {\ce {H+}}}, {\displaystyle {\ce {OH-}}} 자체에 의한 완충 작용을 반영한다. (이를 물의 완충 작용으로 간주하기도 하지만, {\displaystyle {\ce {H+}}}, {\displaystyle {\ce {OH-}}}의 농도는 용액에 첨가한 다른 산·염기에 의해서도 변하므로 물의 자동 이온화의 영향만을 반영하는 것이 아니다.) 이 두 항 때문에, pH가 매우 낮거나 매우 높으면 완충용량의 값은 발산한다. 한편 용액의 pH가 7.0에서 크게 벗어나지 않으면 완충용량은 마지막 항의 값에 의존한다. (이러한 결과를 이끌어내는 또다른 방식은, {\displaystyle {\ce {[H+]}}}, {\displaystyle {\ce {[OH-]}}}의 값이 매우 작아서 전하량 보존법칙에 의해 {\displaystyle {\rm {[B^{+}]=[A^{-}]}}}라고 간주하는 것이다.) 이 경우 용액의 pH가 pKa와 같을 때 완충용량의 값이 극대가 되며, 극댓값은 약산 및 짝염기의 총량 {\displaystyle {\rm {[A]_{T}}}}에 비례한다.
약산의 가수가 2 이상이어서 둘 이상의 수소 이온을 내놓을 수 있는 경우, 각 해리 반응마다 산 해리 상수가 따로 존재한다. 이 경우에도 완충용량은 용액의 pH가 pKa와 같을 때 극대가 되기 때문에, 완충용량은 여러 개의 극댓값을 갖게 된다. 용액의 pH가 매우 낮거나 높은 영역에서는 1가 산의 경우와 마찬가지로 완충용량의 값이 발산한다.
용액 속에 두 종류 이상의 약산-짝염기 쌍이 존재하는 경우, 전체 완충용량은 각 약산-짝염기 쌍에 의한 영향을 모두 합한 것과 같다. 예컨대 혈액은 pKa 값이 각기 다른 각종 완충계가 혼합된 용액이다. 한 완충계에 의한 완충 작용이 미미하더라도 다른 완충계가 이를 보상하므로, pH에 따른 혈액의 완충용량을 그래프로 그리면 상당히 넓은 구간에서 평탄한 꼴이다. 이런 까닭으로 혈액의 완충용량은 어느 pH에서든 대강 일정하다.

## 이용

### 실험
실험 중 용액 내의 ph가 급격하게 변하게 되면, 아미노산 등을 비롯한 sample들은 파괴되거나 변형이 된다. 이는 실험 sample로서의 역할을 더 이상 할 수 없게 된다. 그러기 때문에 완충제를 필요로 하게 된다. 따라서 우리가 하려는 실험이 요구하는 ph값을 먼저 파악한 뒤에 그에 맞는 pka을 가진 완충제를 선택한다.
하지만 실험 각각이 요구하는 ph의 값은 넓은 영역에 걸쳐서 다양하게 요구되어 있고 대표적인 완충제들만으로는 그 요구를 충족시키는데에 한계가 있다. 그로 인해 기본적인 pka값을 토대로 더욱 정밀한 완충제를 만들어야만 한다.

### 의학
완충 용액은 실제 생명 유지에도 필수적으로 요구된다. 우리 체내의 pH는 산 또는 염기성 물질을 섭취하는 경우에도 7 정도로 항상 유지하고 있다. 이것은 인산 용액에 의한 완충효과로 인해 유지되고 있기 때문이다. 이 pH의 균형이 유지되지 않는다면 체내의 아미노산 및 효소들이 불활성화되어 생명을 유지할 수 없게 된다. 더불어 혈액 내의 수소 이온과 산소의 농도 또한 이러한 완충 작용에 의해 조절이 되고 있다.

### 적용사례
- 수영장

수영장에서는 박테리아 성장 억제와 풀 안정을 위해 약품을 사용하는데 이 약품은 수영장 물의 pH를 변화시키고 불쾌감을 준다. 이때 탄산수소나트륨을 사용하여 수영장 풀의 pH를 7.0~7.6 정도로 유지시킨다.
- 세포 배양

모든 세포 배양 배지에는 대사 산물로 인해 발생되는 pH의 변화를 줄이기 위해 완충 작용의 역할을 하는 것이 포함되어있다. 여기서 완충 작용을 하는 것으로 Tris와 HEPES가 주로 사용된다. 배지첨가제인 혈청 또한 완충 역할을 한다.
- 혈액

인체의 혈액은 산성도가 높은 음식을 먹어도 pH 농도가 7.3~7.4로 유지된다. 인산(H3PO4)도 어느 정도 기여를 한다. 주로 탄산과 짝염기인 탄산수소이온이 인체의 혈액 pH를 일정하게 조절한다.
- 의료용 완충 용액

과도한 운동이나 지나친 육식으로 혈액이 완충기능을 잃었을 때 사용한다. 혈액의 pH가 7.4이하로 떨어지는 산독증 상태, 7.4보다 높아지는 알칼리독증, 폐기종, 근육경화, 경련 등을 방지하고 원상태로 복귀시키는데에 쓰인다.
- 헤모글로빈

헤모글로빈의 산소친화도는 2,3-BPG와 H+ 농도에 영향을 받는다. 이산화 탄소(CO2)가 체액에 녹아 체액이 산성이 되면 헤모글로빈의 산소친화도는 낮아진다. 이러한 작용을 방지하는 완충작용을 혈액이 한다. 또한 2,3-BPG는 체액에서 완충용액을 하는 물질로 산소를 잃은 불안정한 헤모글로빈을 안정화시켜서 헤모글로빈이 산소를 떼어낸 상태로 존재할 수 있게 한다.
- 생리식염수

실생활에서 쉽게 볼 수 있는 생리식염수와 주사액에도 완충용액이 이용된다.
- 세미케미컬펄프

활엽수를 사용하여 펄프를 생산할 때 각종 화학 약품이 사용되는데 이때 중성 완충용액 속에서 공정한다. 균체의 증식이나 효소작용을 쉽게 하는 것이 목적이다.

## 같이 보기
- 헨더슨-하셀바흐 방정식

## 참고문헌
- Boron, Walter F. (2017). 〈Acid-Base Physiology〉. Boron, Walter F.; Boulpaep, Emile L. 《Medical physiology》 3판. Philadelphia, PA: Elsevier. 628-646쪽. ISBN 978-1-4557-4377-3.